# Carpathonesticus racovitzai
Carpathonesticus racovitzai är en spindelart som först beskrevs av Margareta Dumitrescu 1980.  Carpathonesticus racovitzai ingår i släktet Carpathonesticus och familjen grottspindlar.
Artens utbredningsområde är Rumänien. Inga underarter finns listade.